# بنو تيم
بنو تيم بطن من بطون قريش وكان فيهم تنظيم الديات والغرامات. يتواجدون في تهامة والمغرب واليمن ومصر والسودان والهند.

## نسبهم
- هم: بنو تيم بن مرة بن كعب بن لؤي بن غالب بن فهر بن مالك بن النضر وهو قريش بن كنانة بن خزيمة بن مدركة بن إلياس بن مضر بن نزار بن معد بن عدنان.[1]
- أم تيم: أسماء بنت عدي بن حارثة البارقي من بارق الأزد .[2]

وهم أيضا متواجدين خارج جزيرة العرب

## أعلام من بني تيم
- الخليفة أبو بكر الصديق التيمي القرشي، وأبناؤه:
  - أم المؤمنين زوجة النبي محمد عائشة التيمية القرشية.
  - عبد الله بن أبي بكر.
  - عبد الرحمن بن أبي بكر.
  - أسماء بنت أبي بكر.
  - محمد بن أبي بكر، وابنه:
    - القاسم بن محمد بن أبي بكر.
- الصحابي طلحة بن عبيد الله التيمي القرشي، وأبناؤه:
  - محمد بن طلحة.
  - عائشة بنت طلحة.
  - موسى بن طلحة، وابنه:
    - محمد بن موسى بن طلحة.
- القائد الفاتح عبيد الله بن معمر التيمي القرشي.
- عمر بن عبيد الله بن معمر
- عبد الله بن جدعان التيمي القرشي.
- فخر الدين الرازي

## طالع كذلك
- قريش.
- قبائل عربية.